# Cantico
Il cantico è un componimento poetico dell'Antico Testamento o del Nuovo Testamento.
Molti libri della Bibbia sono scritti in poesia e gli esempi più notevoli sono il Libro dei Salmi, il Cantico dei cantici e il Libro delle Lamentazioni. Il primo cantico è quello cantato da Mosè e dagli israeliti dopo la liberazione al mar Rosso, altri cantici sono quello d'addio a Mosè, quello di vittoria di Debora e Barac e quello funebre di Davide per la morte del re Saul. Particolarmente popolare è il cantico di Daniele o dei tre fanciulli nella fornace (Dn. 3, 52-57).

## Nell'ufficio divino
Circa quaranta cantici sono stati inseriti nella Liturgia delle ore e vengono recitati tra il primo ed il secondo salmo. Quelli tratti dal Vecchio testamento nel canto delle lodi mattutine sono tradizionalmente i seguenti:
- Lunedì: Cantico del profeta Isaia (Isaia 12)
- Martedì: Cantico di Ezechia  (Isaia 38,10-20)
- Mercoledì: Cantico di Anna (1 Samuele 2,1-10)
- Giovedì: Cantico di Mosè  (Esodo 15, 1-19)
- Venerdì: Cantico di Abacuc  (Abacuc 3,2-19
- Sabato: Cantico di Mosè  (Deuteronomio 32, 1-43)
- Domenica e altre feste: Cantico dei tre giovani (Daniele 3,57)

A seguito della riforma liturgica del XX secolo, sono stati introdotti nella chiesa latina come cantici alcuni testi tratti dalle epistole o dall'Apocalisse  nell'ufficio dei vespri, sebbene non esistesse una tradizione in tal senso.
Particolare importanza hanno i tre cantici evangelici:
- il Magnificat o cantico di Maria viene cantato nell'ufficio dei vespri,
- il Benedictus o cantico di Zaccaria alle lodi mattutine
- ed il Nunc dimittis o cantico di Simeone a compieta.

Questi cantici vengono solitamente eseguiti in piedi, per il loro riferimento all'incarnazione.

## Nella Messa
Il cantico, insieme al tratto, rappresenta lo strato più antico dei canti della messa: quello della salmodia senza ritornello o in directum, oggi praticamente scomparsa. Mentre il tratto sopravvive sostituendo l'alleluia nelle messe quaresimali, tre soli cantici hanno mantenuto la loro collocazione liturgica nella veglia pasquale e conservano l'antichissimo schema della lectio cum cantico. Essi sono:
- Cantemus (Es 15,1-2).
- Vinea (Is 5,1-2).
- Attende (Dt 32,1-4).